# Ivan Stracimir
Ivan Stracimir nebo Jan Sracimir (bulharsky Иван Срацимир; narozen asi v roce 1324, zemřel po roce 1396) byl v letech 1356 až 1396 bulharský car ve městě Vidin. Přesto, že byl nejstarším žijícím synem cara Ivana Alexandra, byl vyděděn ve prospěch nevlastního bratra Ivana Šišmana a prohlášen vládcem Vidiny. Když Maďaři zaútočili a obsadili jeho panství, dostalo se mu pomoci od otce a útočníci byli vyhnáni.

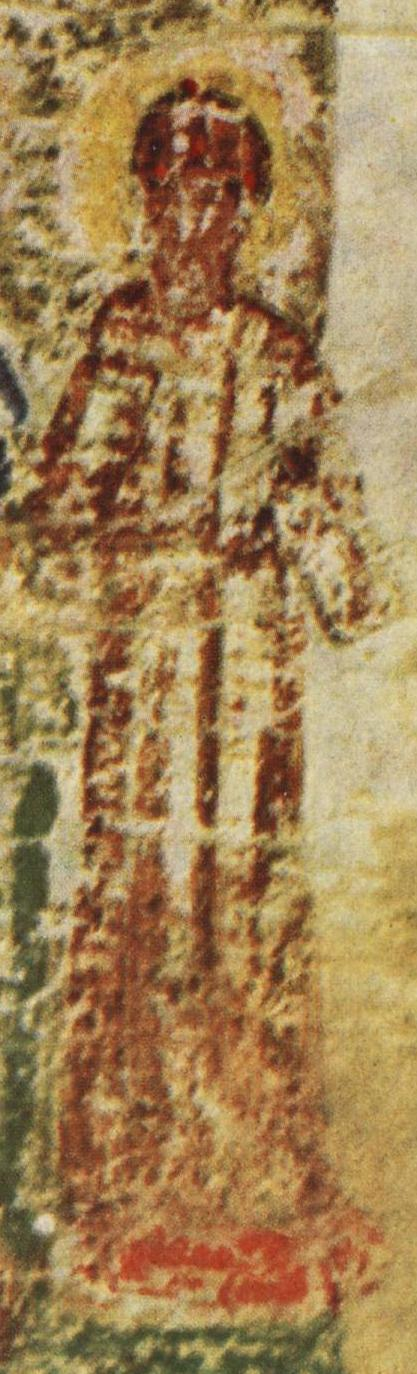
Ivan Stracimir

Po smrti Ivana Alexandera v roce 1371 Ivan Sracimir přerušil styky s Trnovem a dokonce nechal arcibiskupství ve Vidinu spadat pod jurisdikci konstantinopolského patriarchátu, aby prokázal nezávislost. Vzhledem ke své geografické poloze byl Vidin zpočátku v bezpečí před útoky osmanských Turků, kteří pustošili jih Balkán a Ivan Sracimir neprovedl žádné pokusy na pomoc Ivanu Šišmanovu v boji proti Turkům. Teprve poté, co Trnovo v roce 1393 padlo, začal provádět aktivnější politiku a nakonec se připojil k tažení uherského krále Zikmunda Lucemburského. Nicméně po katastrofální bitvě u Nikopole v roce 1396 Turci napochodovali do Vidiny a obsadili ji. Ivan Sracimir byl zajat a uvězněn v Burse v Malé Asii, kde byl zřejmě uškrcen. I když byl jeho syn Konstantin II. prohlášen titulem car Bulharska a občas kontroloval některé části země svého otce, je Ivan Sracimir historiky obecně považován za posledního vládce středověkého Bulharska. Bulharsko se poté na pět set let stalo součástí Osmanské říše a nastala „doba temna“.